# Alto-falante inteligente
Um alto-falante inteligente é um tipo de alto-falante e dispositivo de comando de voz com um assistente virtual integrado que oferece ações interativas e ativação de as mãos livres com a ajuda de uma "palavra-chave" (ou várias "palavras-chave"). Alguns alto-falantes inteligentes também podem atuar como um dispositivo inteligente que utiliza Wi-Fi, Bluetooth e outros padrões de protocolo para estender o uso além da reprodução de áudio, como para controlar dispositivos de automação residencial. Isso pode incluir, mas não está limitado a recursos como compatibilidade entre vários serviços e plataformas, conexão peer-to-peer por meio de redes mesh, assistentes virtuais e outros. Cada um pode ter sua própria interface designada e recursos internos, geralmente lançados ou controlados por meio de aplicativo ou software de automação residencial. Alguns alto-falantes inteligentes também incluem uma tela para mostrar ao usuário uma resposta visual.
Um alto-falante inteligente com tela sensível ao toque é conhecido como display inteligente.   É um dispositivo Bluetooth inteligente que integra interface de usuário de conversação com telas de exibição para aumentar a interação de voz com imagens e vídeo. Eles são acionados por um dos assistentes de voz comuns e oferecem controles para dispositivos domésticos inteligentes, aplicativos de streaming de recursos e navegadores da web com controles de toque para seleção de conteúdo. Os primeiros displays inteligentes foram introduzidos em 2017 pela Amazon (Amazon Echo Show e Amazon Echo Spot).

## Precisão
De acordo com um estudo da Proceedings of the National Academy of Sciences dos Estados Unidos da América, lançado em março de 2020, as seis maiores empresas de desenvolvimento de tecnologia, Amazon, Apple, Google, Yandex, IBM e Microsoft, identificaram erroneamente mais palavras faladas por " negros" do que "pessoas brancas". Os sistemas testaram erros e ilegibilidade, com uma discrepância de 19 e 35 por cento para o primeiro e discrepância de 2 e 20 por cento para o último.
O capítulo norte-americano da Association for Computational Linguistics (NAACL) também identificou uma discrepância entre as vozes masculinas e femininas. De acordo com a pesquisa, o software de reconhecimento de voz do Google é 13% mais preciso para homens do que para mulheres. Ele tem um desempenho melhor do que os sistemas usados pelo Bing, AT&T e IBM.

## Preocupações com a privacidade
O microfone embutido nos alto-falantes inteligentes está continuamente ouvindo as "palavras-chave" seguidas por um comando. No entanto, esses microfones de escuta contínua também levantam questões de privacidade entre os usuários. Isso inclui o que está sendo gravado, como os dados serão usados, como serão protegidos e se serão usados para publicidade invasiva. Além disso, uma análise do Amazon Alexa Echo Dots mostrou que 30-38% das "gravações de áudio espúrias eram conversas humanas", sugerindo que esses dispositivos capturam áudio fora de estritamente após a detecção da palavra-chave.

### Como grampo telefônico
Há grandes preocupações de que o microfone sempre ativo dos alto-falantes inteligentes seja um candidato perfeito para escuta telefônica. Em 2017, o pesquisador de segurança britânico Mark Barnes mostrou que os Echos anteriores a 2017 tinham pinos expostos que permitem que um sistema operacional comprometido seja inicializado.

### Assistência de voz x privacidade
Embora os assistentes de voz forneçam um serviço valioso, pode haver alguma hesitação em usá-los em vários contextos sociais, como em público ou perto de outros usuários. No entanto, apenas mais recentemente os usuários começaram a interagir com assistentes de voz por meio de uma interação com alto-falantes inteligentes, em vez de uma interação com o telefone. No telefone, a maioria dos assistentes de voz tem a opção de ser engajada por um botão físico (por exemplo, Siri com um toque longo do botão home) em vez de apenas por meio de engajamento baseado em palavras-chave em um alto-falante inteligente. Embora essa distinção aumente a privacidade, limitando quando o microfone está ligado, os usuários sentiram que ter que pressionar um botão primeiro removeu a conveniência da interação de voz. Essa compensação não é exclusiva dos assistentes de voz; À medida que mais e mais dispositivos ficam online, há uma troca cada vez maior entre conveniência e privacidade.

### Fatores que influenciam a adoção
Embora existam muitos fatores que influenciam a adoção de alto-falantes inteligentes, especificamente com relação à privacidade, Lau et. al. define cinco categorias distintas como prós e contras: conveniência, identidade como um dos primeiros a adotar, fatores contribuintes, falta de utilidade, privacidade e preocupações de segurança. 

## Preocupações com segurança
Quando configurados sem autenticação, os alto-falantes inteligentes podem ser ativados por pessoas que não sejam o usuário ou proprietário pretendido. Por exemplo, os visitantes de uma casa ou escritório, ou pessoas em uma área de acesso público fora de uma janela aberta, parede parcial ou cerca de segurança, podem ser ouvidos por alguém que esteja falando. Uma equipe demonstrou a capacidade de estimular os microfones de alto-falantes inteligentes e smartphones através de uma janela fechada, de outro prédio do outro lado da rua, usando um laser.

## Dispositivos e plataformas de alto-falantes inteligentes mais populares
| Assistente virtual   | Propriedade de                      | Dispositivos | No. de usuários                                            | Idiomas (dialetos) | Notas                                                                                         |
| -------------------- | ----------------------------------- | --- | ---------------------------------------------------------- | --- | --------------------------------------------------------------------------------------------- |
| Alice                | Yandex                              | - Estação Yandex - Yandex Station Mini - Irbis A - LG Xboom AI ThinQ WK7Y - ELARI SmartBeat - Prestigio Smartmate Маяк Edition | 30 milhões de dispositivos Yandex no CIS (janeiro de 2019) | Russo | Yandex Station foi colocado à venda em julho de 2018                                          |
| AliGenie             | Alibaba Group                       | - Tmall Genie |                                                            | Chinês | Foi colocado à venda em agosto de 2017                                                        |
| Amazon Alexa         | Amazonas                            | - Série Amazon Echo : Echo, Echo Dot, Echo Plus, Echo Show, Echo Spot - Amazon Tap - Sonos One                                 | 31 milhões de dispositivos Echo nos EUA (janeiro de 2018)  | Verão de 2019: Inglês (EUA, Reino Unido, Irlanda, Canadá e Austrália); Francês (França e Canadá); Alemão; Italiano; Japonês; Português (brasileiro) e espanhol (Espanha e México)                                                                                        |                                                                                               |
| Siri                 | Apple, Inc.                         | Apple HomePod |                                                            | Verão de 2019: árabe, chinês (cantonês e mandarim), dinamarquês, holandês, inglês, finlandês, francês, alemão, hebraico, italiano, japonês, coreano, malaio, norueguês, português, russo, espanhol, sueco, tailandês e turco                                             |                                                                                               |
| DuerOS Open Platform | Baidu                               | Xiaoyu, RavenH, Aladdin alto-falante-lâmpada-projetor montado no teto                                                          |                                                            | Chinês | Xiaoyu foi colocado à venda na primavera de 2017.                                             |
| Clova                | Naver Corporation, Line Corporation | - Onda - Amigos |                                                            | Japonês e coreano | Introduzido no verão de 2017                                                                  |
| Google Assistant     | Google                              | Google Casa série : Home, Home Max, Home Mini, Nest Hub, Nest Hub Max                                                          | 14 milhões de Google Homes nos EUA (janeiro de 2018)       | Verão de 2019: dinamarquês, holandês, inglês (EUA, Reino Unido, Canadá, Austrália, Índia e Cingapura), francês (França e Canadá), alemão (Áustria e Alemanha), hindi, italiano, japonês, coreano, norueguês, português (brasileiro), Espanhol (Espanha e México) e sueco |                                                                                               |
|                      | Beijing LingLong, parte do JD       | DingDong |                                                            | Mandarim e Cantonês para a Grande China | Em cooperação com a empresa chinesa de IA iFlytek . Foi colocado à venda em novembro de 2016. |
| Marusia              | Enviar. Grupo Ru                    | Capsula |                                                            | Russo |                                                                                               |
| Microsoft Cortana    | Microsoft                           | Harman Kardon INVOKE |                                                            | Outubro de 2019: Inglês (EUA, Reino Unido, Canadá, Austrália e Índia); Chinês simplificado); Francês; Alemão; Italiano; Japonês; Português (Brasil); Espanhol (Espanha e México)                                                                                         |                                                                                               |
| Safety Labs Sirona   | Safety Labs Inc                     | Sirona. televisão |                                                            | Inglês (EUA, Reino Unido, Canadá, Austrália e Índia); |                                                                                               |
| Xiaowei              | Tencent                             | Next |                                                            | Chinês |                                                                                               |
| Bixby                | Samsung Electronics                 | Galaxy Home |                                                            | | [ 26 ]                                                                                        |
| Hallo Magenta        | Deutsche Telekom                    | Hallo Magenta |                                                            | Alemão |                                                                                               |